# Emperatriz (série télévisée, 2011)
Cet article concerne la série télévisée mexicaine. Pour la série télévisée vénézuélienne, voir Emperatriz (série télévisée, 1990).
Pour les articles homonymes, voir Emperatriz.
Emperatriz, est une telenovela mexicaine diffusée en 2011 par TV Azteca.

## Synopsis
Emperatriz (Gabriela Spanic) est une ex-détenue qui a une relation avec Armando (Omar Fierro), un homme marié. Pour de fausses raisons, Emperatriz croyait qu'il l'aimait vraiment mais découvrit plus tard qu'il était marié. Ils ont eu une fille ensemble, mais sa mère a été persuadée de la laisser à Armando et à son épouse alors qu'elle est toujours en prison. Des années plus tard, après la dernière visite d'Armando, Emperatriz est tombée enceinte mais a eu un avortement provoqué par une discussion au téléphone avec Armando. Alors qu’elle était à l’hôpital, elle découvre qu’Armando l’a trahie. Il ne fait que la manipuler et il a mis au point un stratagème dans lequel Emperatriz ira en prison pour sa fraude bancaire. Manuel (Rafael Sanchez Navarro) lui demande de l'épouser en échange des preuves dont il dispose contre Armando.
Sur les conseils de sa mère, Emperatriz a donné sa fille à Armando et à sa femme, Alma Rosa, fille de Justo del Real (Sergio de Bustamante), propriétaire de la société del Real. Armando a 2 autres filles avec Alma Rosa : Elisa et Elena. Emperatriz confronte Alma Rosa pour savoir qui des 3 filles est sa fille mais au cours de la confrontation, Alma Rosa décède. Justo veut se venger d'Emperatriz pour cette raison.
La meilleure amie d'Emperatriz, Angela "Quimera" Galvan (Niurka Marcos) et Manuel ont préparé un plan contre Emperatriz et Emperatriz passe sept ans en prison pour une fraude qu'elle n'a pas commis. Emperatriz et Quimera sont tombées amoureuses d'Armando pendant leur jeunesse. Quimera a fait une fausse couche parce qu'elle est tombée dans les escaliers et elle blâme son fils Nico pour l'accident. Quimera possède une discothèque.
Emperatriz revient de prison. Elle a divorcé de Manuel. Elle cherche sa fille avec Armando : elle se révèle être Esther (Adriana Louvier). Tant Emperatriz que Esther tombent amoureuses d'Alejandro Miranda (Bernie Paz). Armando est présumé mort.
Justo s'avère être le père d'Emperatriz car il y a des années, lors d'une fête, il a violé sa mère. Justo tire sur Alejandro à la tête et il souffre de perte de mémoire. Esther en profite pour lui faire croire qu'ils sont ensemble. Mais Emperatriz arrive à lui faire récupérer la mémoire.
Il se trouve qu'Armando est en vie et qu'il a été maintenu caché et emprisonné par Justo dans une cellule d'un entrepôt. Armando s'échappe. Alejandro et Emperatriz découvrent Justo mais le gardent enfermé dans le même entrepôt. Manuel enterre Justo vivant et s'en va. Armando en est témoin mais il ne sauve pas Justo par vengeance. Perfecta meurt.
Après une tournure des événements, Esther tombe amoureuse de Nico, du fils de Quimera et de Manuel. Emperatriz voit Alejandro et Quimera s'embrasser. Elle a un accident de voiture et devient aveugle. Ensuite, elle récupère la vue.
Quimera veut tirer sur Emperatriz mais Esther la protège et se fait tirer dans le dos. Ensuite, dans son club, elle et des gardes du corps tirent sur Emperatriz, Alejandro et des flics, tout en essayant de s'échapper. Quimera révèle à Emperatriz que c’est Manuel et elle qui ont préparée la fraude et qu’ils l’ont envoyée en prison des années auparavant. Elle lui dit aussi qu'elle l'a fait parce qu'elle lui a toujours tout pris, par exemple Armando. Quimera demande à Manuel au téléphone de la libérer de prison, sinon elle témoignera contre lui devant la police. Un homme tire sur Quimera alors qu'elle témoignait contre Manuel à son ordre. Armando témoigne contre Manuel. Nico veut aussi l'envoyer en prison.
Emperatriz devient la principale actionnaire de la société del Real. Elle dit à Manuel de sortir de l'entreprise. Ensuite, chez del Real, Manuel menace Emperatriz avec un couteau mais Alejandro la sauve. La police arrive pour capturer Manuel. Il met le feu au sous-sol et s'échappe avec l'aide d'une ambulance.
Chez lui, Manuel a drogué Emperatriz, puis l’a enterré vivante, affirmant qu’il avait tout fait pour elle, qu’il l’aimait. Alejandro et un détective la sauvent. La police arrive. Manuel saute de sa maison et meurt sur le coup.
Alejandro et Emperatriz se marient. 3 ans plus tard, les personnages principaux sont montrés lors d'une fête : Alejandro et Emperatriz ont des jumeaux (un garçon et une fille), Nico et Esther attendent un bébé, Elisa est l'épouse de Mauricio, Elena et son mari, Gonzalo, ont une fille.

## Distribution
- Gabriela Spanic : Emperatriz Jurado / Emperatriz Del Real Jurado de Miranda
- Bernie Paz : Alejandro Miranda del Real
- Sergio Bustamante : Justo Del Real
- Rafael Sánchez Navarro : Manuel León
- Adriana Louvier : Esther Mendoza Del Real
- Marimar Vega : Elisa Mendoza Del Real
- Miriam Higareda : Elena Mendoza Del Real
- Julieta Egurrola : Perfecta Jurado
- Omar Fierro : Armando Mendoza
- Carmen Delgado : Graciela "La Gata" Mendoza
- Alberto Guerra : Mauricio Gómez
- Ana Karina Guevara : Cocó Álvarez
- Concepción Márquez : Agustina Morales
- Dora Montero : Lola Martínez
- Carlos Marmen : Gonzalo Islas
- Fabián Peña : Benito Ramírez
- René Campero : Roberto Paredes
- Marcela Pezet : Isabel Cristina Andueza
- Mar Carrera : Alma Rosa del Real Bustamante de Mendoza
- Jorge Alberti : Nicolás "Nico" Galván Castillo / Nicolás "Nico" León Galván
- Niurka Marcos : Ángela Galván Castillo "Quimera"
- Larissa Mendizábal : Doris
- Erika de la Rosa : Dra. Ximena Castellanos
- Irma Infante : Antonieta Vda. de Andueza
- Sandra Destenave : Marlene Martínez de León
- Daniela Garmendia : Cynthia
- Martín Navarrete : Fernando Casillas
- Mercedes Pascual : Leonor Bustamente de Del Real
- Cristina Michaus : Gina Medina "la Caimana"
- Paloma Woolrich : Josefa Islas
- Erick Chapa : David
- Alma Rosa Añorve : Consuelo
- Luis René Aguirre : Leopoldo
- Aurora Gil Castro : Lulú
- Alfonso Bravo : Jaime
- David Muri : Federico
- Citlali Galindo : Lorena Salazar
- Guillermo Larrea : Jorge
- Julio Casado : Freddy Carreño
- Blas García : Juez
- Carlos Ceja : Hermano de Cinthia
- Josefo Rodríguez : le père de David
- Marco Zetina : Gustavo
- Matilde Miranda : Norma
- Isabel Yudice : Estefany
- Gary Rivas : Comandante Rodolfo Trueba
- Margarita Wynne : Rosa
- Alenka Ríos : Cristina Del Valle
- Elia Domenzain : Mariana Ramírez
- Ana María González : La directrice de l'école d'Elena
- Carlos Hernán Romo : Hermano de Cinthia
- Estela Cano : Bárbara
- Marcela Guirado : Esther Mendoza Del Real (enfant)
- Alicia Jaziz : Elisa Mendoza Del Real (enfant)
- Alejandra Zaid : Elena Mendoza Del Real (enfant)

## Diffusion internationale
- Azteca Trece
- Azteca America
- Venevisión
- Caracol Televisión
- TVN
- Telemundo
- Antena Latina
- LNK
- Canal 9
- Telemundo PR
- Viva Plus
- TVO (RCM)
- SBT
- OTV

## Autres versions
- Emperatriz (1990), dirigée par César Bolívar et Tony Rodríguez, et produit par Hernán Pérez Pereira (Marte Televisión) pour Venevisión; avec Marina Baura, Raul Amundaray, Eduardo Serrando, Astrid Carolina Herrera et Nohely Arteaga.

## "Emperatriz de mis sueños"
- Interprété par Mónica Naranjo
- Écrit par Jorge Avendaño Lührs
- Éditeur : TV Azteca Publishing
- Copyright Azteca Musica 2011

### Sources
- (es) Cet article est partiellement ou en totalité issu de l’article de Wikipédia en espagnol intitulé « Emperatriz (telenovela de 2011) » (voir la liste des auteurs).